# Табідзе Тиціан Юстинович
Табідзе Тиціан Юстинович, груз. ტიციან ტაბიძე (21 березня 1895, село Чквіші, Кутаїська губернія — 16 грудня 1937) — грузинський поет.

## Біографія

Тбілісі. Будинок письменників Грузії. 1934 рік. Перший ряд: Симон Чіковані, Олександр Кутателі. Другий ряд: Сандро Шаншиашвілі, Микола Тихонов, Марія Неслуховська-Тихонова, Ілля Мосашвілі. Третій ряд: Тамара Багратіоні-Міцишвілі, Єфемія Гедеванішвілі-Леонідзе, Маріам Касрадзе-Шаншиашвілі, Ніна Табідзе (дружина Тиціана Табідзе), Тиціан Табідзе.

Народився в сім'ї сільського священика. З 1905 року навчався в Кутаїській гімназії, тій самій де і Володимир Маяковський. Рано почав писати вірші, з 6 класу гімназії (1912) почав їх друкувати, друкував вірші і переклади російських та французьких поетів на грузинську мову — спочатку в кутаїських газетах, а згодом і тбіліських.
У 1917 закінчив історико-філологічний факультет Московського університету. У Москві зблизився з російськими символістами. Був одним з організаторів грузинської символічної групи «Блакитні роги» (1915), редагував газету цієї групи «Барикади». Кожного гостя-поета Тбілісі зустрічали, як правило, Тиціан Табідзе та Паоло Яшвілі. Табідзе у цьому відношенні продовжував традицію відомого поета Олександра Чавчавадзе.
У вересні 1924 вони зустріли Сергія Єсеніна. У 1931 році Грузію відвідав Борис Пастернак, тут і відбулася історична зустріч двох поетів, які стали близькими друзями. На початку 1937 в Москві та Ленінграді пройшли творчі вечори Табідзе; в тому ж році він був репресований, розстріляний 16 грудня 1937. Реабілітований посмертно.

## Творчість
- «Ріон-порт» (поема, 1928)
- «Батьківщина» (вірш)
- «Тбіліська ніч» (вірш)
- «Окрокана» (вірше)